# NGC 488
NGC 488 è una galassia a spirale situata nella costellazione dei Pesci a una distanza di circa 90 milioni di anni luce dalla Terra.
Fu scoperta il 13 dicembre 1784 da William Herschel. 
Due supernovae sono state osservate in NGC 488: SN 1976G (di tipo sconosciuto, mag. 15) e SN 2010eb (di tipo Ia, mag. 14.7)